# Niels Krabbe til Frederiksdal
 Der er flere personer med dette navn, se Niels Krabbe.
Niels Jonsen Krabbe (8. august 1901 på Frederiksberg – 28. september 1975 i Nakskov) var en dansk godsejer, bror til Henning Krabbe og far til Jon Krabbe.
Han var søn af chargé d'affaires, kommitteret Jon Krabbe og hustru Margrethe født Casse, blev student fra Metropolitanskolen 1919 og var stud.polyt., men afbrød studierne på grund af sygdom. Krabbe var beskæftiget ved landbruget fra 1929 og var ejer af Skovlund, Rødvig 1931-57, af Kappelkær, Store Heddinge 1940-57 og forpagter af Marienlyst, Vordingborg 1953-61. Fra 1957 var Krabbe ejer (efter 1968 medejer sammen med sin ældste søn) af Frederiksdal på Lolland.
Krabbe var formand for bestyrelsen for Stevns Planteavlsforening 1945-49, for Landøkonomisk Rejsebureau fra 1953 og for Frøkontrolkommissionens bedømmelsesudvalg fra 1954; medlem af bestyrelsen for Det Kongelige Danske Landhusholdningsselskab, for Maribo Amtsøkonomiske Selskab og for A/S - fra 1962 Forvaltningsforeningen - Investor, formand 1961-64.
Han blev gift 24. februar 1935 i Oslo med Kirsten Marie Riddervold Olsen (4. november 1904 i Furness - 17. oktober 2001 i Nykøbing Sjælland), datter af domprovst Olaf Riddervold-Olsen (død 1954) og hustru Henriette født Riddervold (død 1963).